# 마쓰다 센티아
마쓰다 센티아(영어: Mazda Sentia)는 마쓰다 루체의 후속 모델로, 1991년부터 2000년까지 생산한 후륜구동 대형 세단이다. 선행 차량인 루체와는 다르게 일본, 북아메리카, 오세아니아에서만 판매되었다.
판매 기간 동안 마쓰다 및 히로시마현의 중역들의 차량으로 제공되었으며, 센티아의 단종 후에는 한체급 아래인 밀레니아를 제공했다. 밀레니아마저 단종된 후에는 MPV를 거쳐 CX-8을 제공하였다.

## 1세대 (1991.05~1995.11)

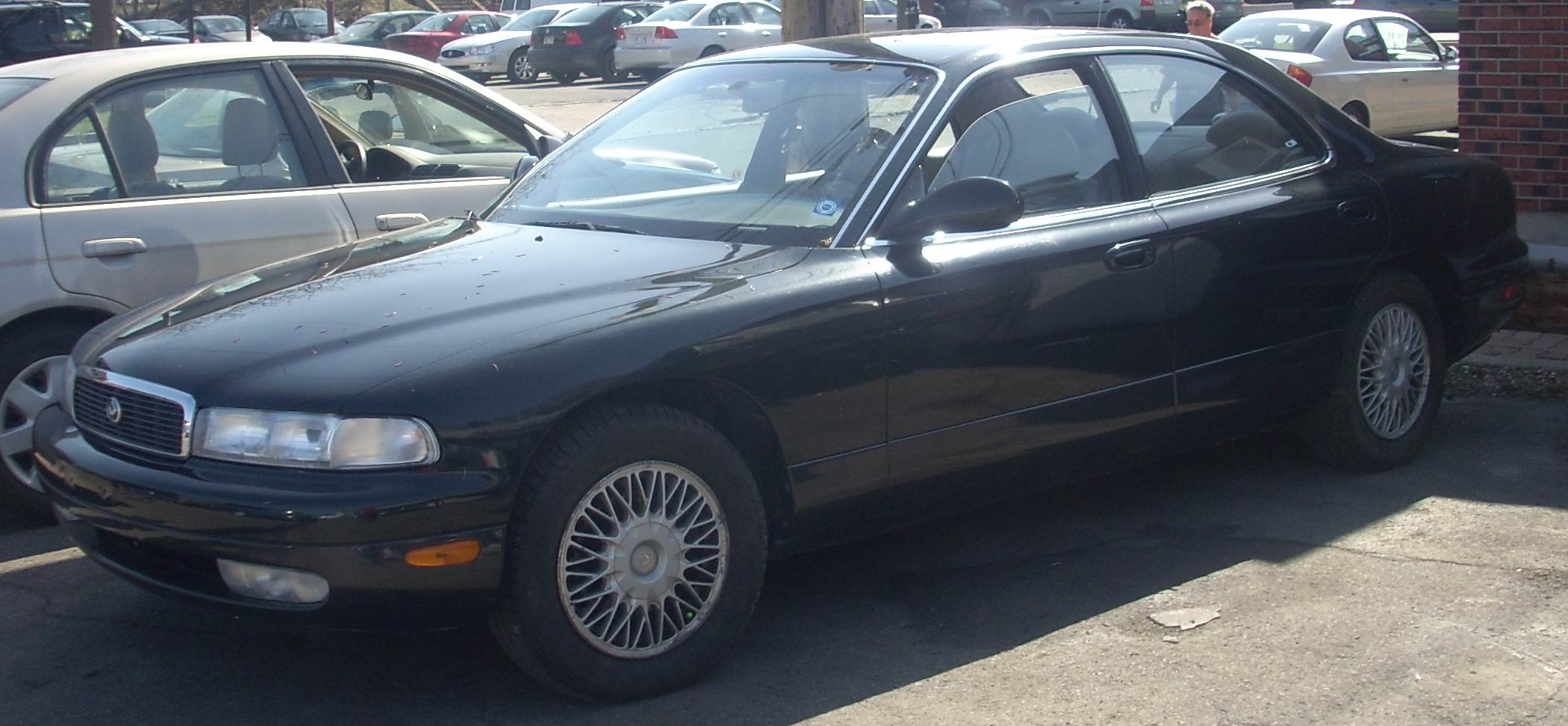
캐나다 시장용 929 세레니아 정측면

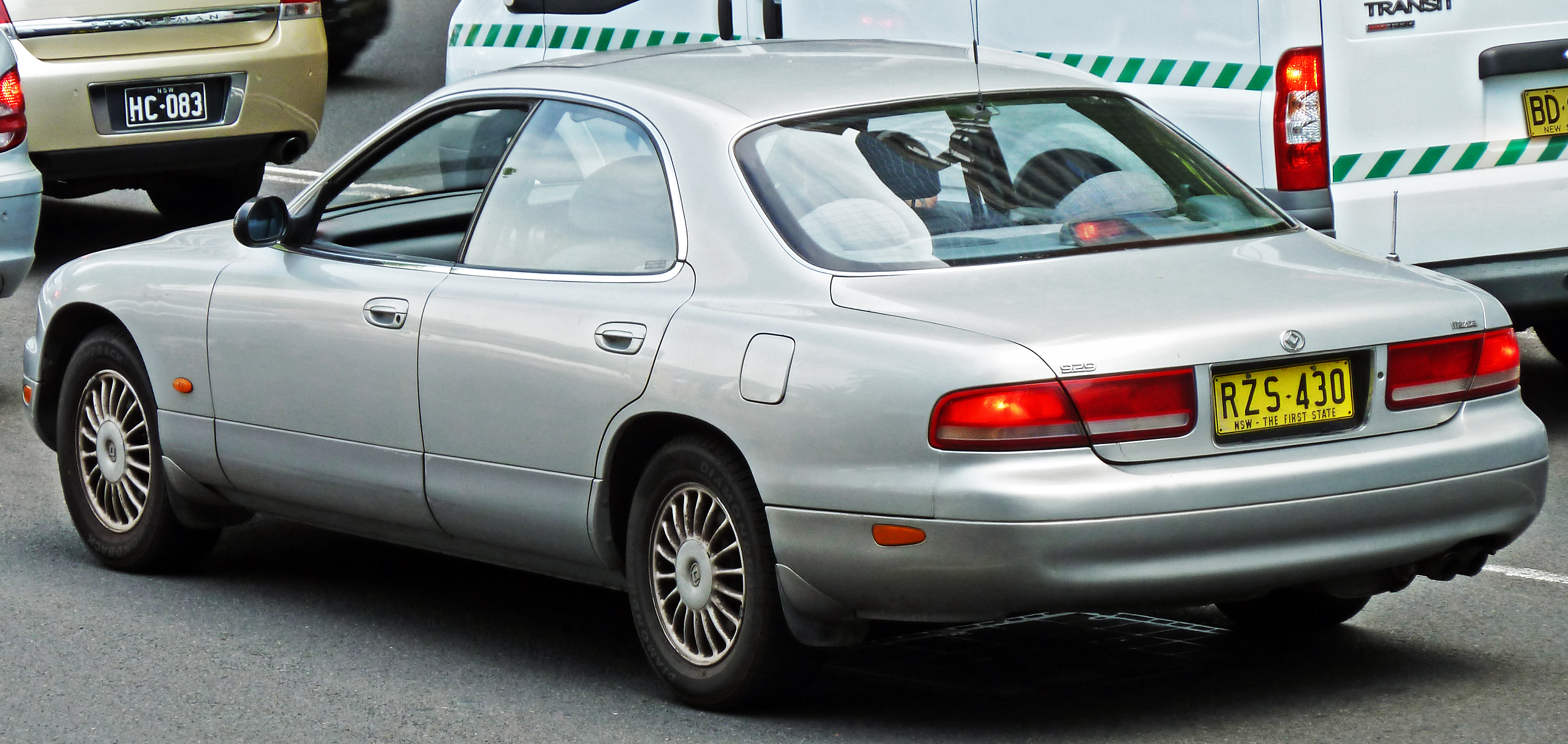
호주 시장용 929 후측면

1991년에 출시되었다. 마쓰다의 기술력을 대거 집약한 모델로 나왔고, 카펠라에 장착된 차속 감응형 4WS 시스템과 선루프에 태양전지를 장착하고 그것과 연결된 팬으로 실내 내부를 환기시키는 솔라 선루프 등이 적용되었다. 마쓰다 산하 브랜드인 앙피니에서도 일부 개량을 거치고 MS-9이라는 명칭으로 판매를 개시하였으며, 1994년까지 판매되었다. 해외 시장에서는 루체의 수출명인 929를 계속 사용했으며, 캐나다에서는 929 세레니아로 판매되었다. 센티아는 본래 루체와 동일하게 5넘버 사양과 확장형 사양 둘 다 개발되고 있었지만, 차량의 디자인에 대해 난항을 겪고 있었다. 그러다 1986년에 제작된 1/1 클레이 모델이 확장형 사양으로 통일되었으며, 총합 16대가 제작되었다. 이후 1988년 11월에 1/5 스케일의 17번째 클레이 모델부터 마침내 테마가 정해졌고, 한달 뒤인 1989년 1월에 1/1 모델을 제작했다. 그리고 동년 4월에는 임원 승인을 받은 뒤 나머지 개발이 진행되었다. 디자인은 1년 전인 1990년에 출시된 로드스터도 담당했던 타나카 토시하루가 담당하였는데, 타나카는 차량의 테마는 유상의 퍼스널 세단이라고 밝혔다. 영국의 자동차 재규어를 연상케 하는 낮은 차체와 풍부한 곡선형 스타일링, 그리고 특유의 아름다운 프로포션이 특징이며 일각에서는 코스모의 세단 버전이라는 평가도 내렸다. 게다가 당시 르노 소속의 디자이너였던 패트릭 르 케망도 도쿄 모터숑 참석해 센티아를 구경한 뒤, "마쓰다의 디자인은 독창적이지만, 특히 이 차의 디자인은 매우 아름답다."면서 크게 칭찬하였다. 원래 루체처럼 3리터 로터리 터보 엔진을 적용하려 했으나, 당시 일본의 버블경제 붕괴, 마쓰다의 경영난 문제 때문에 취소되었다. 엔진은 V6 엔진에 4단 자동변속기만 설정되었고, 전 차량에 4WS 적용, 3.0L 익스클루시브에는 솔라 선루프뿐만 아니라 6단 CD 체인저, 스티어링 휠과 연계된 안개등이 장착되었다. 1992년 8월에는 25 리미티드 G가 추가되었고, 1994년에 마이너체인지를 거쳤다. 1995년에 2세대가 나오면서 단종되었다.

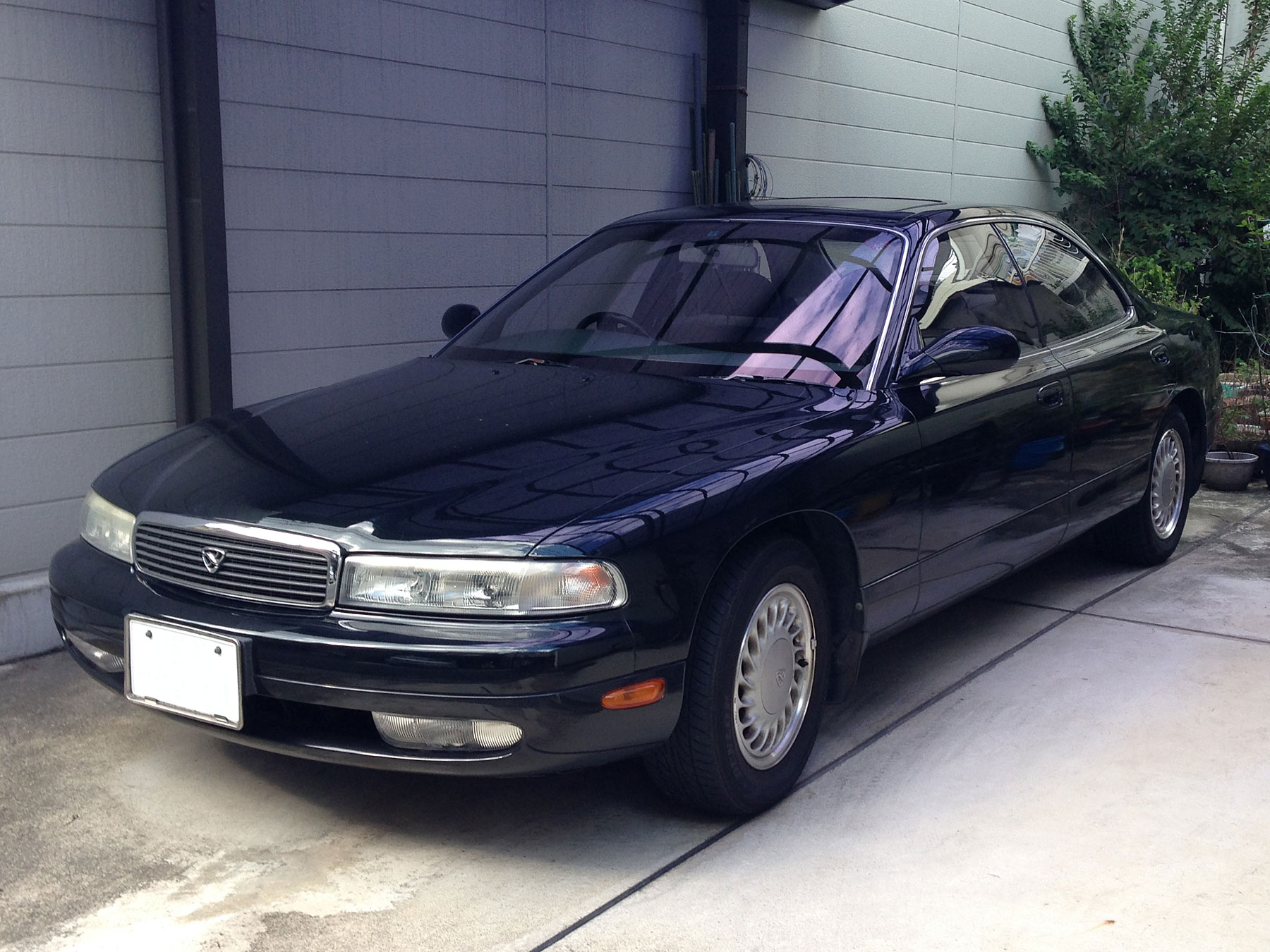
앙피니 MS-9 정측면
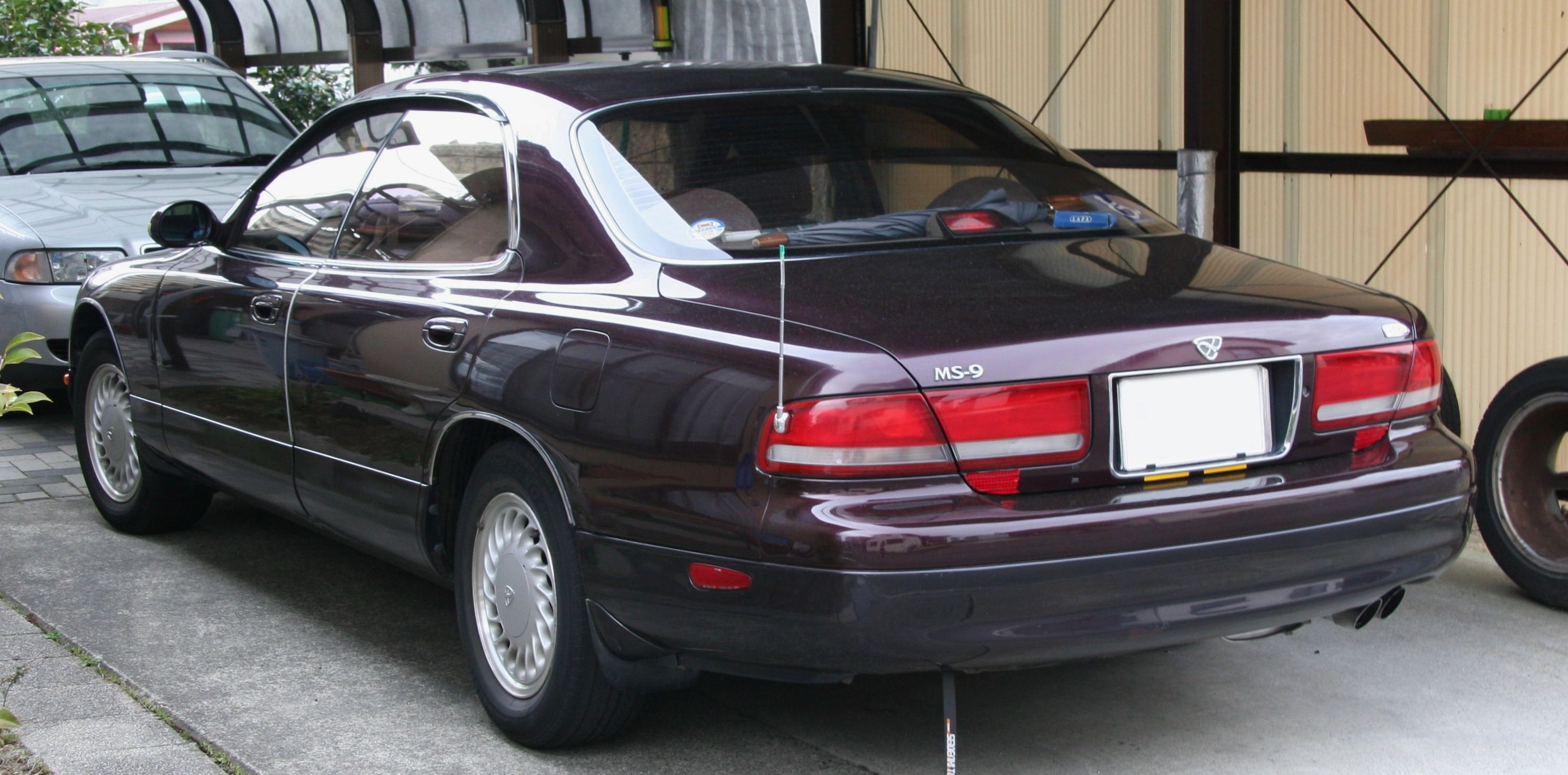
앙피니 MS-9 후측면

## 2세대 (1995.11~2000.11)

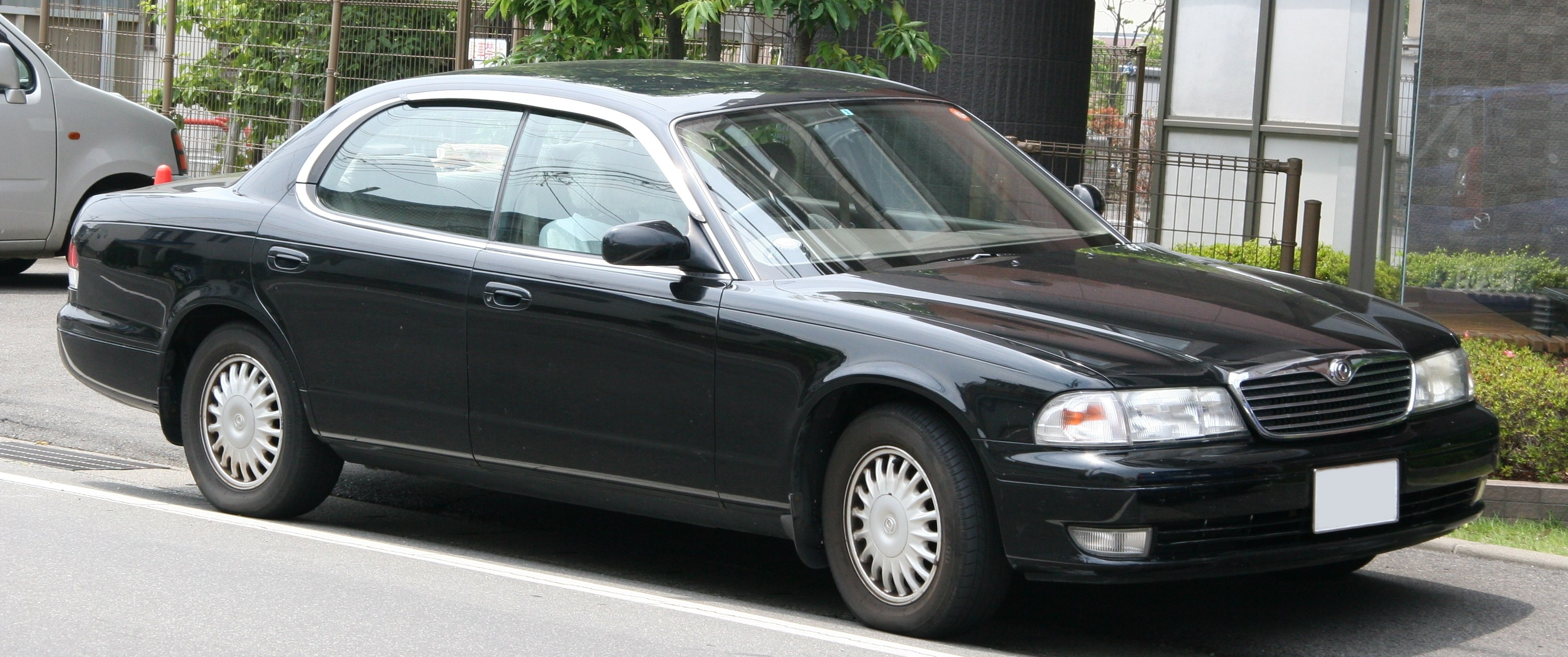
센티아 전기형 정측면

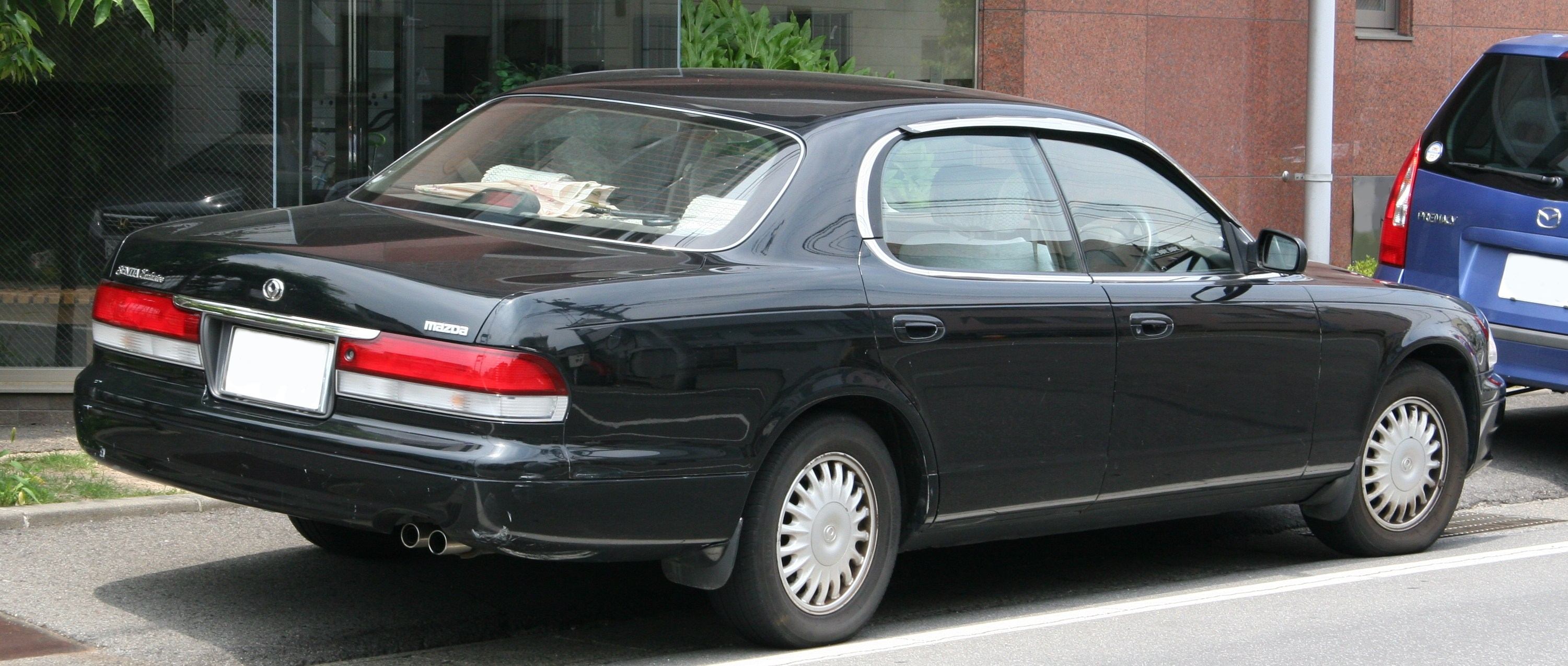
센티아 전기형 후측면

1995년 11월에 출시했다. 개발 당시에 버블 붕괴로 인한 불경기와 마쓰다의 내부사정을 고려해 빅 마이너체인지를 하자는 제안도 나왔으나, 풀체인지와 양립한 끝에 후자가 채택되었다. 이전 세대의 4도어 하드탑 스타일을 계승해 디자인이 세련되었고, 그러면서도 초대 센티아와 비교하면 토요타제 고급차같은 위압감과 중후함을 강조한 스타일이 되었으며 초대 센티아에서 지적된 뒷좌석의 거주성도 개선되었다. 그리고 1994년에 런칭할려다가 폐기된 고급 브랜드 아마티의 기함인 아마티 1000의 디자인 요소도 일부 적용하였다. 광고 모델로는 숀 코넬리를 기용하였다. 명목상 풀 체인지긴 했지만, 당시 마쓰다의 재정 문제 때문에 선대의 플랫폼과 패널을 대부분 답습하는 스킨체인지에 불과했고, 뒷좌석에 헤드레스트가 사라지는 등 원가절감으로 인한 품질 저하를 겪어야 했다. 게다가 마쓰다의 판매점 정리와 경영 개혁도 있었으며, 토요타 크라운과 닛산 세드릭/글로리아와의 경쟁에 패하기도 했고, 아래로는 토요타 윈덤과 닛산 세피로, 미쓰비시 디아망떼 등 전륜 구동 기반 어퍼 미들 세단들까지도 가세해 설 자리를 더욱 잃어버렸다. 전 세대처럼 4WS와 V6 엔진이 준비되었으나, 4WS는 작동시 위화감을 만회하기 위해 각도가 5도로 줄어들었고, V6 엔진은 3리터만 제공되었다. 1997년 9월에 마이너 체인지가 이루어져 그릴의 형태를 가로에서 세로로 변경하는 것과 동시에, 마쓰다의 새로운 엠블럼을 채용하였다. 그리고 전 차종의 내외장 스타일을 보다 업그레이드하였다. 2000년 11월에 단종되었으며, 마쓰다는 센티아 이후 후륜구동 기반의 대형 세단을 더 이상 개발하지 않고 있다.
1세대 센티아는 북미 시장에서도 판매되었으나, 2세대는 판매 지역이 오세이니아 시장으로 줄었다. 또한 당시 마쓰다와 기술제휴 중이었던 대한민국의 기아자동차에서도 2세대 센티아를 도입해서 엔터프라이즈라는 이름으로 판매하기도 했다. 자세한 내용은 기아 엔터프라이즈 문서 참조.

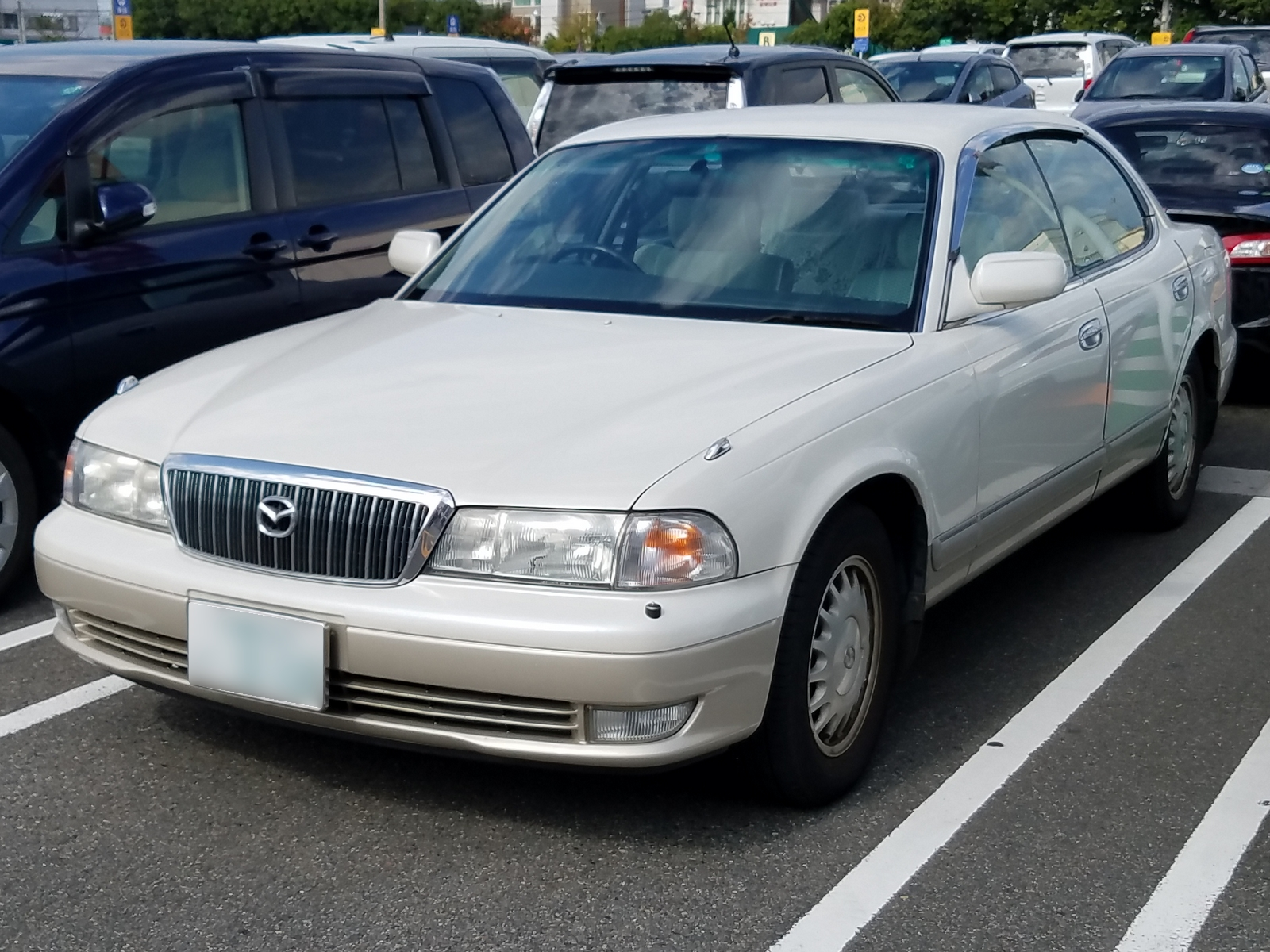
센티아 후기형 정측면
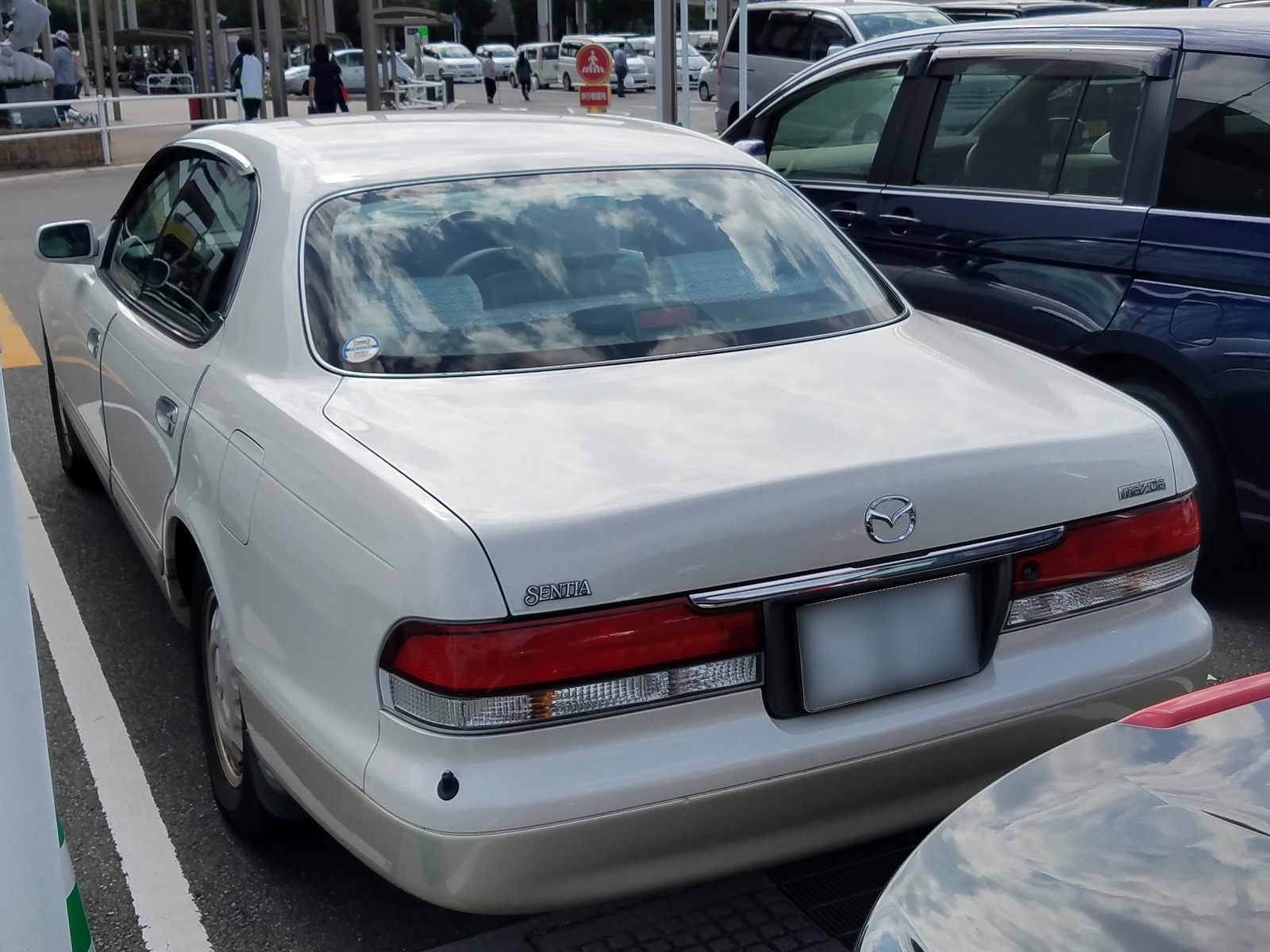
센티아 후기형 후측면